# Les Mollettes
Les Mollettes es una comuna francesa situada al sudeste de Chambéry dentro del departamento de Savoya, en la región Ródano-Alpes. Está a una altitud entre 255 m y 529 m a lo largo de 5,47 km².

## Demografía
| 225 | 218 | 211 | 247 | 422 | 551 |
| Para los censos de 1962 a 1999 la población legal corresponde a la población sin duplicidades (Fuente: INSEE [Consultar]) |     |     |     |     |     |